# DIN
Deutsches Institut für Normung (DIN; magyarul Német Szabványügyi Intézet) a német nemzeti szabványügyi szervezet és a Nemzetközi Szabványügyi Szervezet tagja.
A DIN csatlakozók és DIN sínek több típusa is jó példa a régóta ismert és világszerte elterjedt szabványra.
Mintegy harmincezer DIN szabvány a technológia szinte minden területét lefedi.
Az egyik legkorábbi és legismertebb a DIN 476, mely 1922 óta az A-sorozatú papírméreteket mutatja. Ezt később, 1975-ben foglalták be az ISO 216-ba.
A DIN-ként bejegyzett egyesületet 1917-ben alapították. Eredeti neve Normenausschuss der deutschen Industrie (NADI, Német Ipari Szabványbizottság) volt. A NADI-t 1926-ban nevezték át Deutscher Normenausschuss-ra (DNA, Német Szabványügyi Bizottság) jelezve, hogy nem csak ipari termékeket, hanem már egyéb területet is lefed. 1975-ben végül a DNA-t  átnevezték DIN-re, melynek székhelye jelenleg is Berlinben van. A német kormány 1975-ben elismerte mint nemzeti szabványügyi testület ami Németországot nemzetközi szinten is képviseli.
Főleg az eredetének köszönhetően a DIN mozaikszót gyakran fordítják helytelenül Deutsche Industrienorm-ra (német ipari szabványra). Elődje, a NADI valóban ipari szabványokat (DI-Norm) tett közzé. Pl. először 1918-ban -a kúpos csapokról szóló- 'DI-Norm 1'-et. Sokan ma is tévesen társítják a DIN-t a régi DI-Norm szabványok nevével.

## A DIN szabvány elnevezése
A DIN szabvány elnevezése az eredetét mutatja (# egy számot jelöl):
- DIN # elsősorban a németek hazai jelentőségű szabványához használatos vagy első lépésnek egy nemzetközi szabványi státusz irányába. E DIN # egy szabványtervezet, DIN V # pedig egy előzetes szabvány.
- DIN EN # az európai szabványok német kiadásánál használatos.
- DIN ISO # az ISO szabványok német kiadásánál használatos. DIN EN ISO # használatos, ha a szabvány európai szabványként is átvett.

## DIN szabvány példák
- DIN 476: nemzetközi papírméretek (most ISO 216 vagy DIN EN ISO 216)
- DIN 946: menet súrlódási tényező meghatározása adott körülmények között.
- DIN 1301: SI-mértékegységrendszer
- DIN 1451: a német vasutaknál és forgalmi jelzéseknél használt betűtípus
- DIN 31635: az arab nyelv (betű szerinti) átírása

## Fordítás
- Ez a szócikk részben vagy egészben  a   Deutsches Institut für Normung című angol Wikipédia-szócikk fordításán alapul.  Az eredeti cikk szerkesztőit annak laptörténete sorolja fel. Ez a jelzés csupán a megfogalmazás eredetét és a szerzői jogokat jelzi, nem szolgál a cikkben szereplő információk forrásmegjelöléseként.